# Øivind Holmsen
Øivind Holmsen (Oslo, 28 de Abril de 1912 — 23 de Agosto de 1996) foi um futebolista norueguês que atuou como zagueiro e conquistou a medalha de bronze nos Jogos Olímpicos de Verão de 1936; também participou da Copa do Mundo de 1938 e disputou 36 partidas pela sua seleção.

## Carreira
Øivind Holmsen fez parte do elenco medalha de bronze, nos Jogos Olímpicos de 1936.

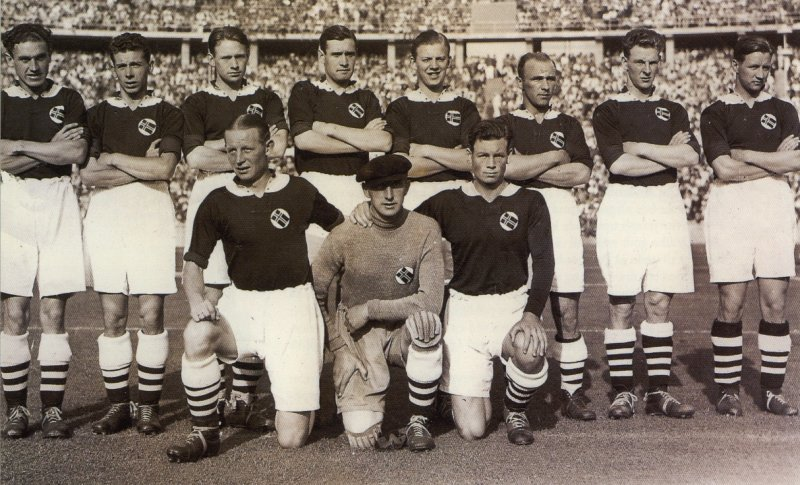
Equipe de 1936